# Sevilla (BZN)
Sevilla is een Engelstalig nummer van de Volendamse band BZN. De single werd in 1977 uitgebracht in België, Duitsland, Nederland en Zuid-Afrika.
Deze single werd in Nederland tot alarmschijf verkozen en stond 13 weken in de Nederlandse Top 40, waar het de vierde plaats behaalde. In de Duitse hitparade bereikte Sevilla de 29e plaats en is daarmee de grootste hit die BZN in Duitsland scoorde. In de jaren daarop deed BZN nog diverse andere pogingen tot een Duitse doorbraak.